# Chiesa Grande (L'Aia)
La Chiesa Grande, in olandese Grote Kerk è il maggior edificio di culto, protestante, della città de L'Aia, nei Paesi Bassi.
Insieme al Binnenhof e all'Abbazia di Loosduinen è l'edificio più antico della città.
È Rijksmonument dal 1967.

## Sito
La chiesa sorge ai margini del centro storico, nell'area dei vecchi mercati. Infatti sul lato sud si allineano il Riviervismarkt, antico mercato del pesce d'acqua dolce; il Visbanken, mercato del pesce di mare; e il Groenmarkt, mercato delle erbe, sul quale sorge il Municipio Vecchio. Sul lato nord è la Kerkplein, Piazza della Chiesa, dove un tempo vi era il cimitero.

## Storia e descrizione

### Origini

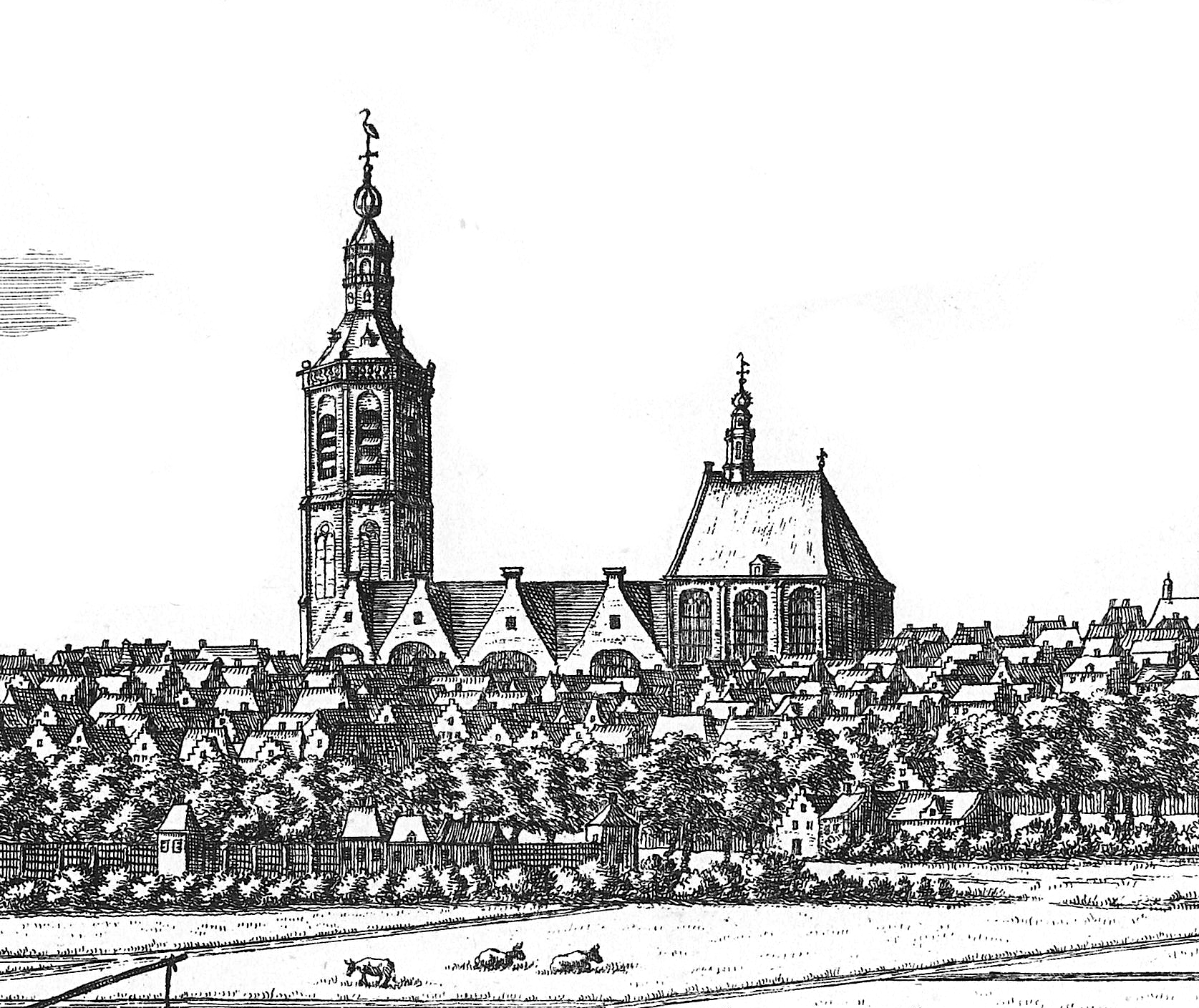
La chiesa in una stampa del 1667.

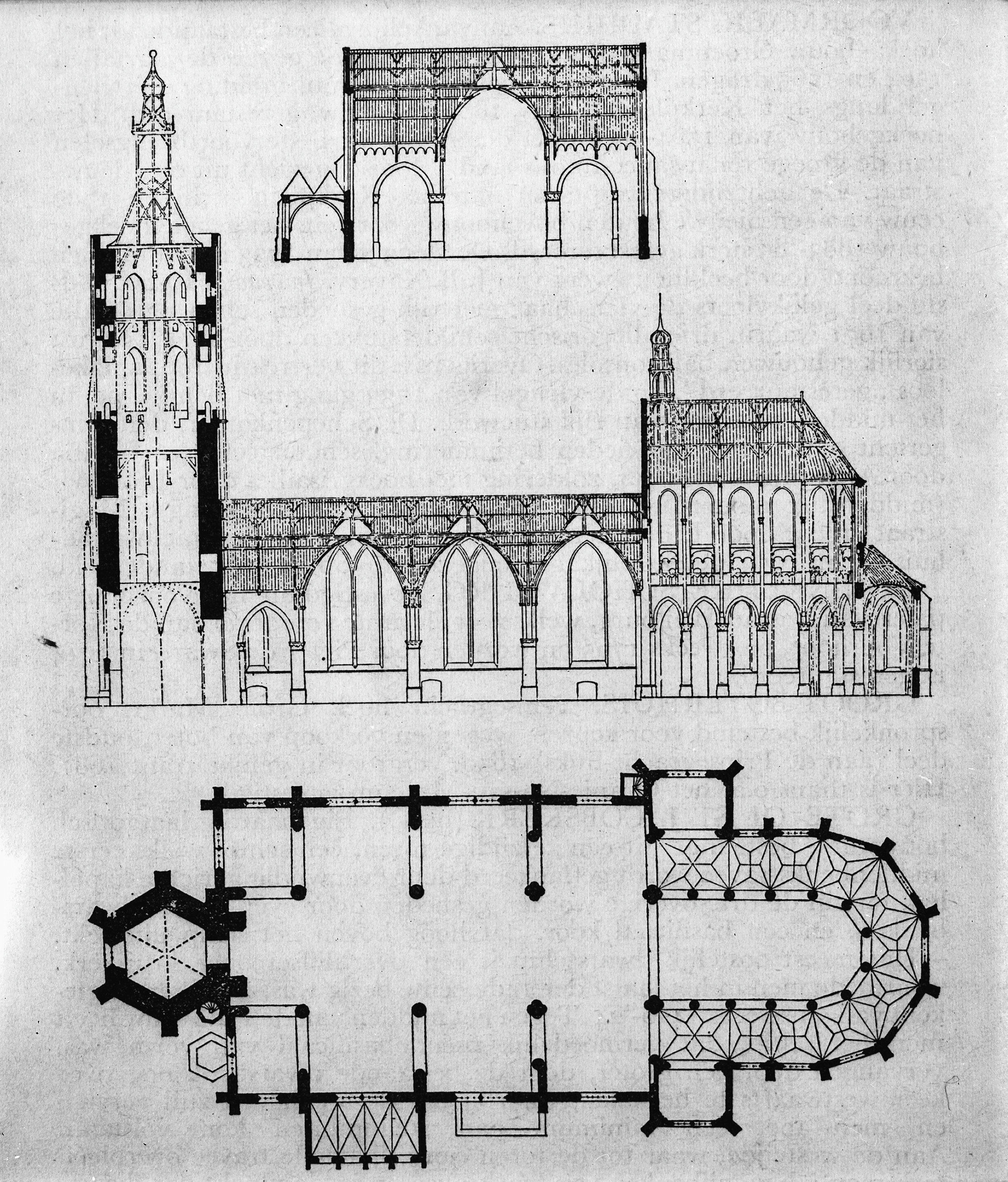
Spaccati e pianta della chiesa.

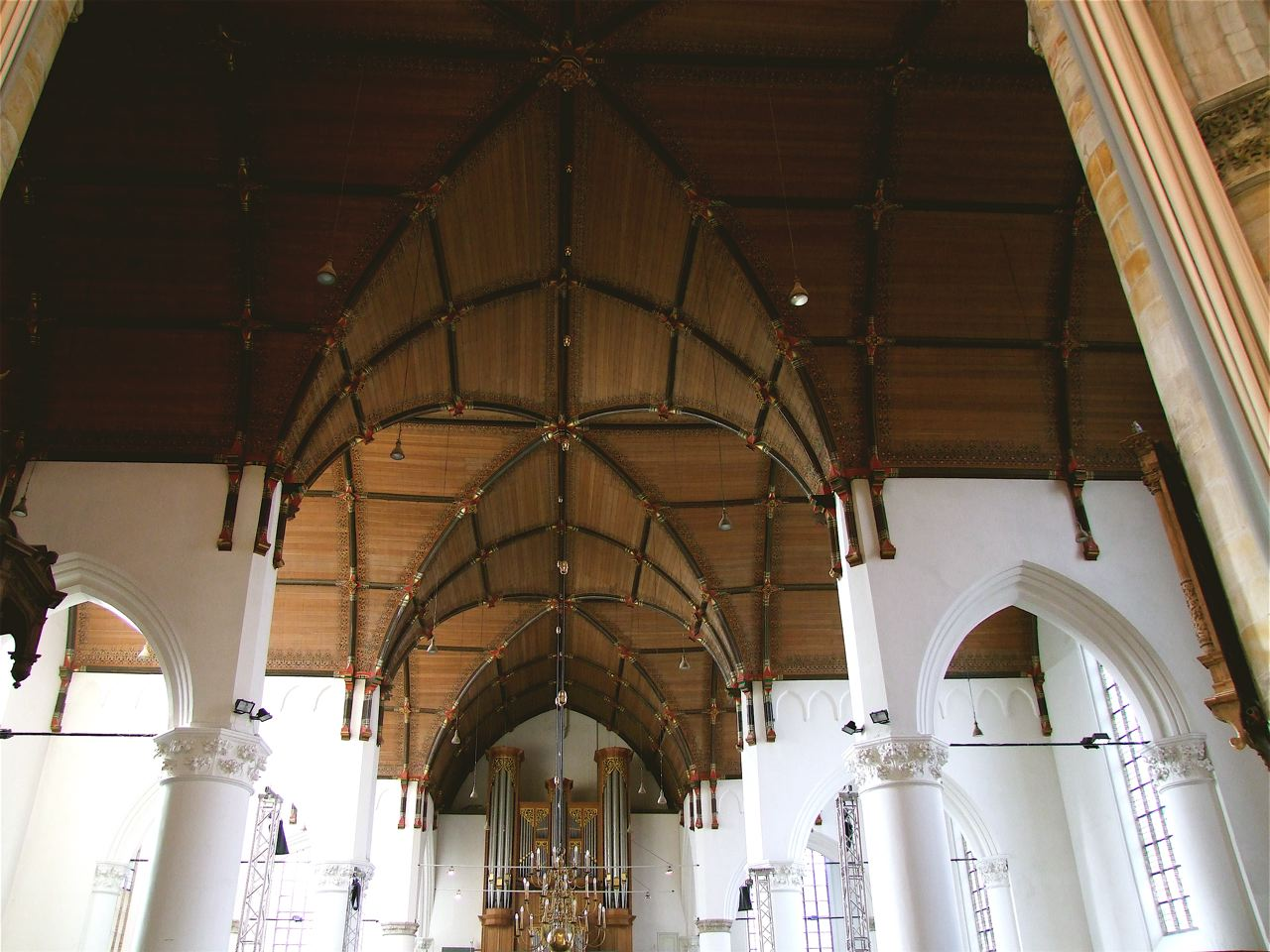
Le volte lignee a botte del piedicroce.

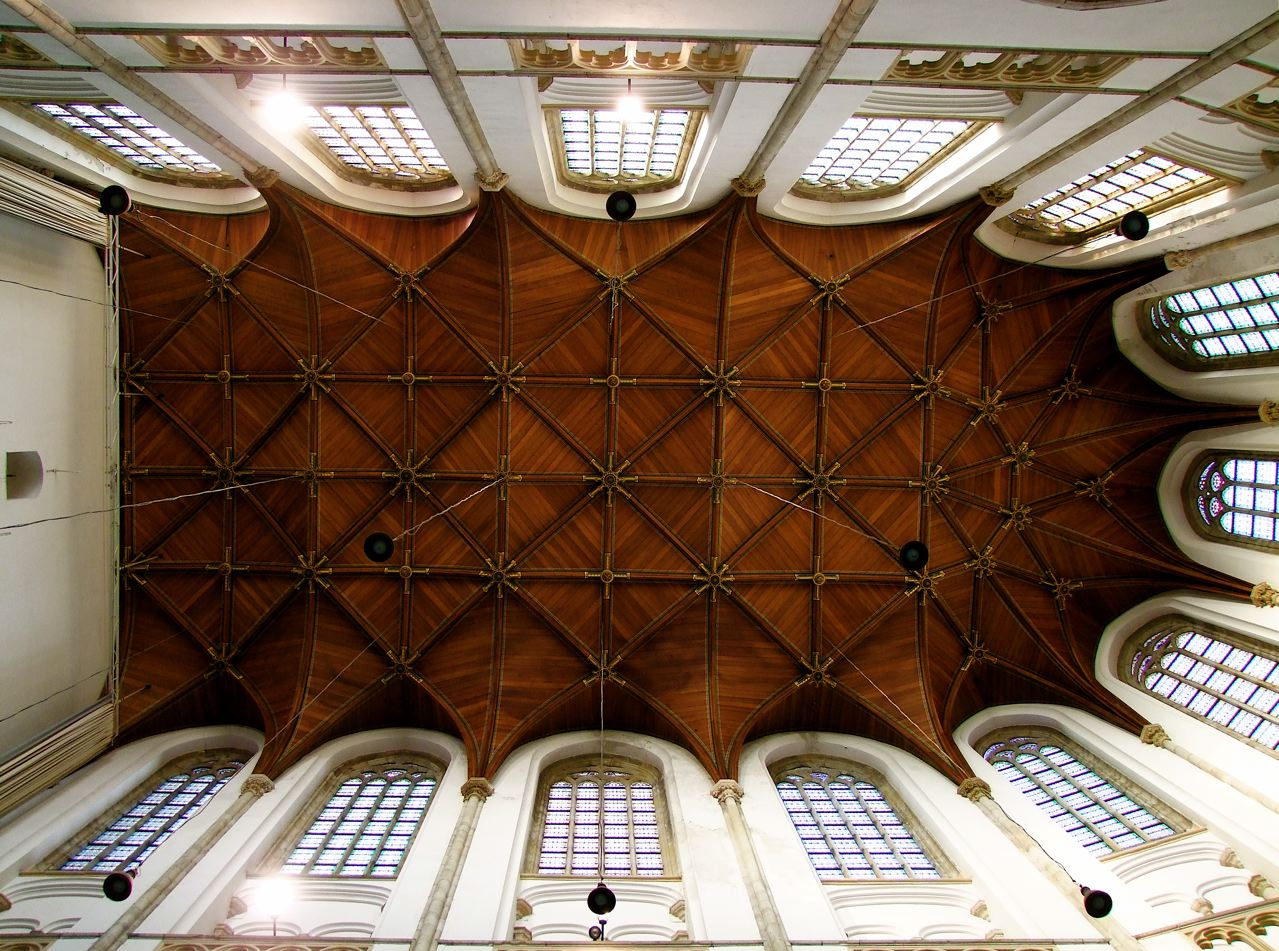
La volta del coro.

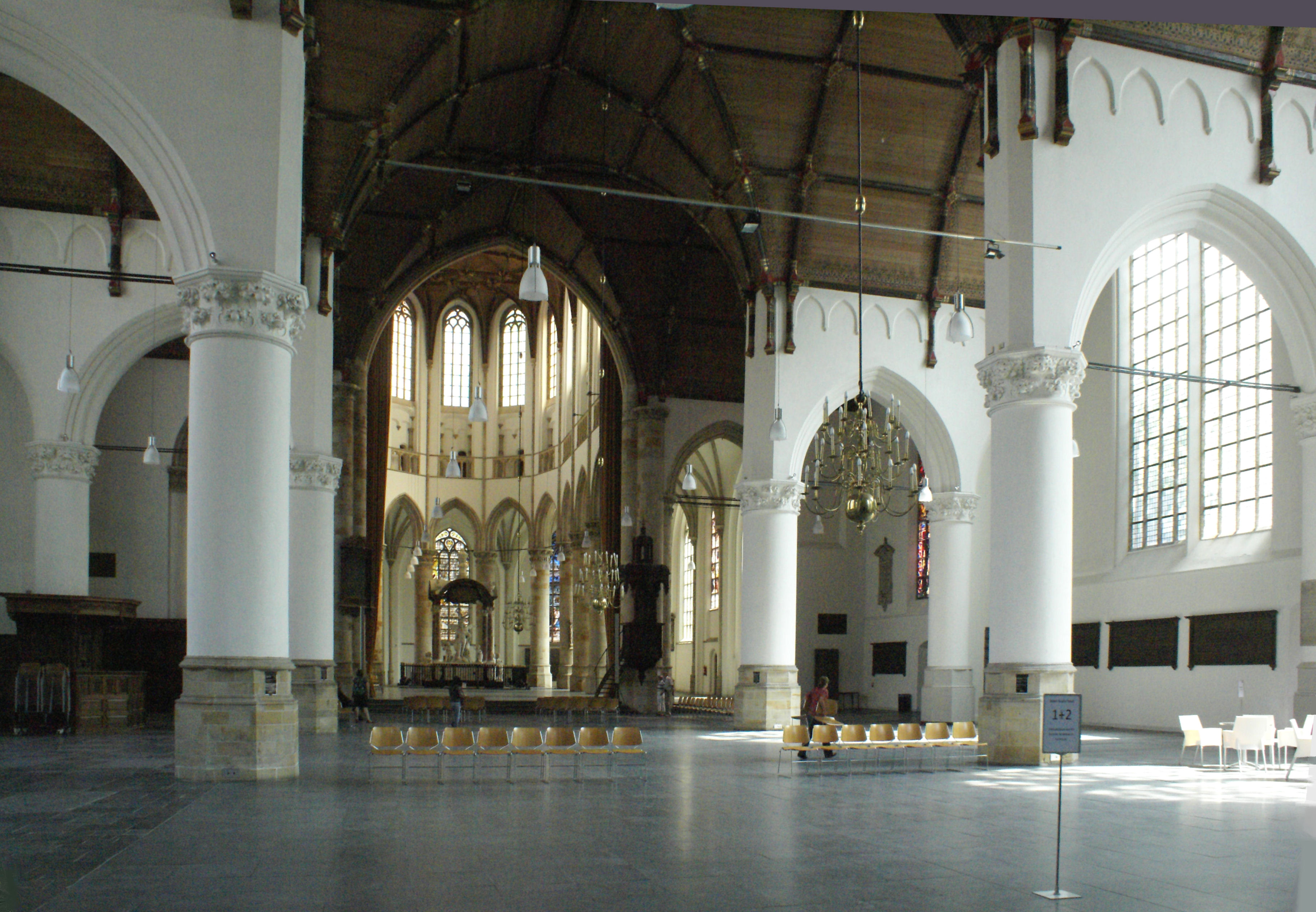
Veduta dell'interno.

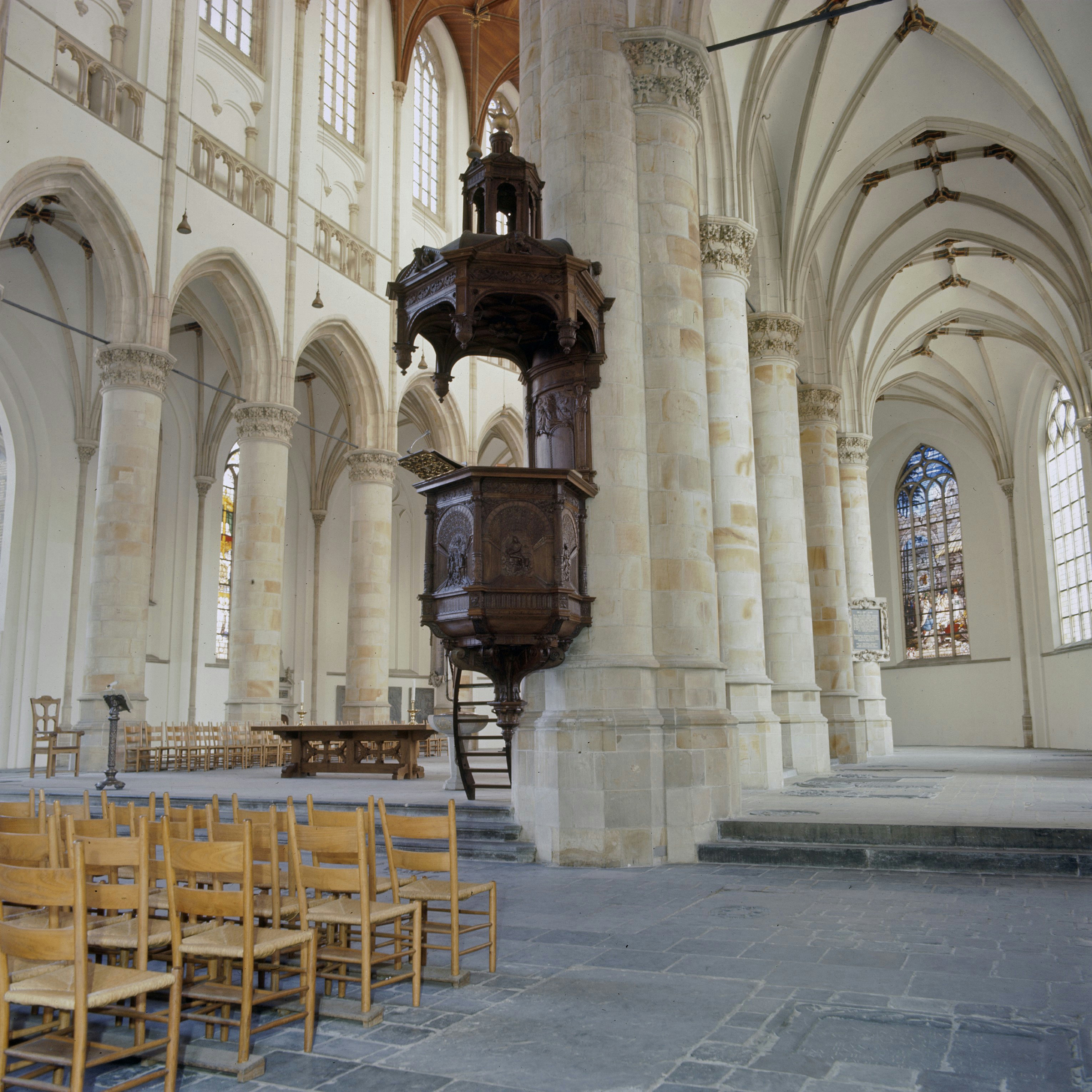
Il coro col pulpito.

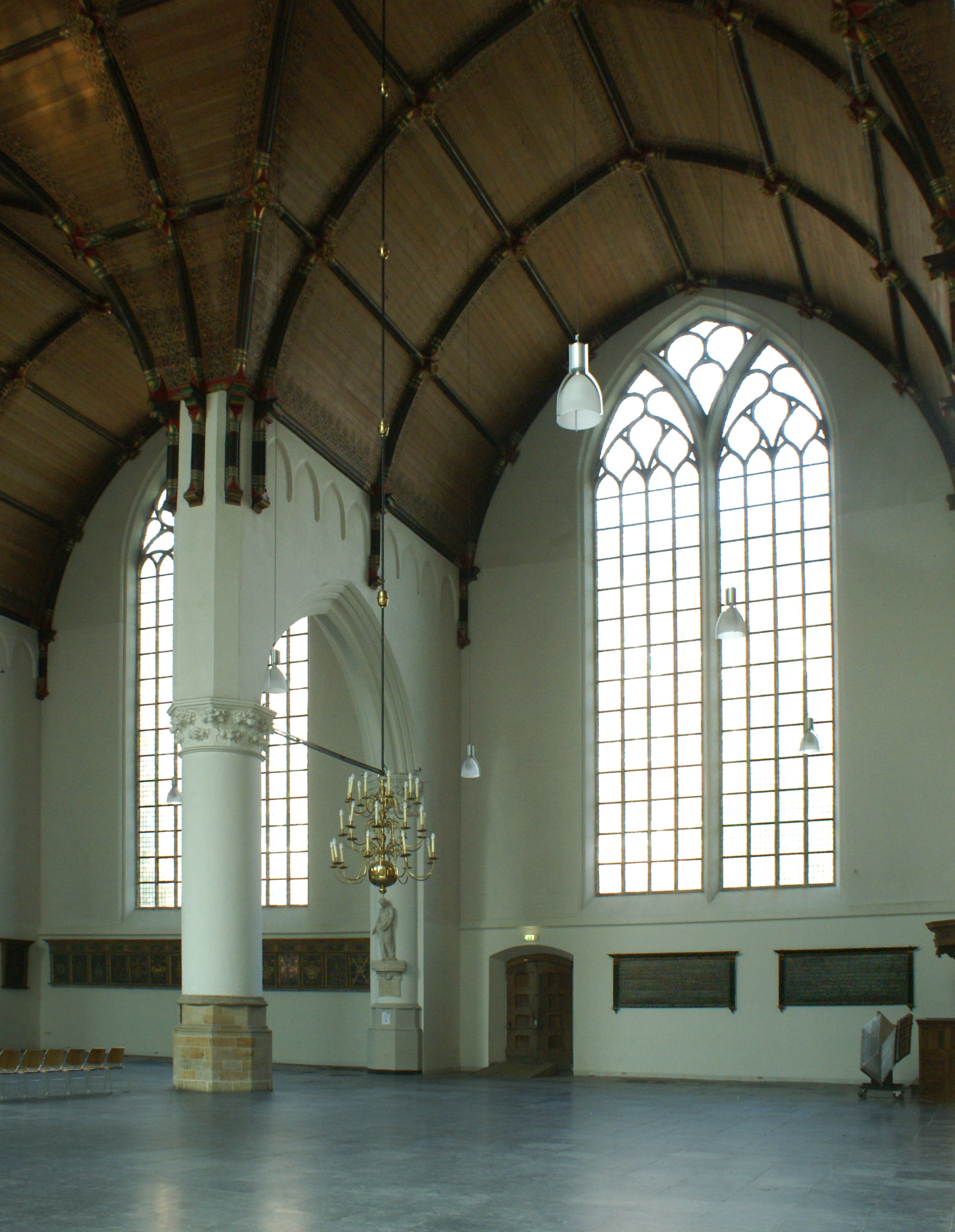
Veduta dell'interno.

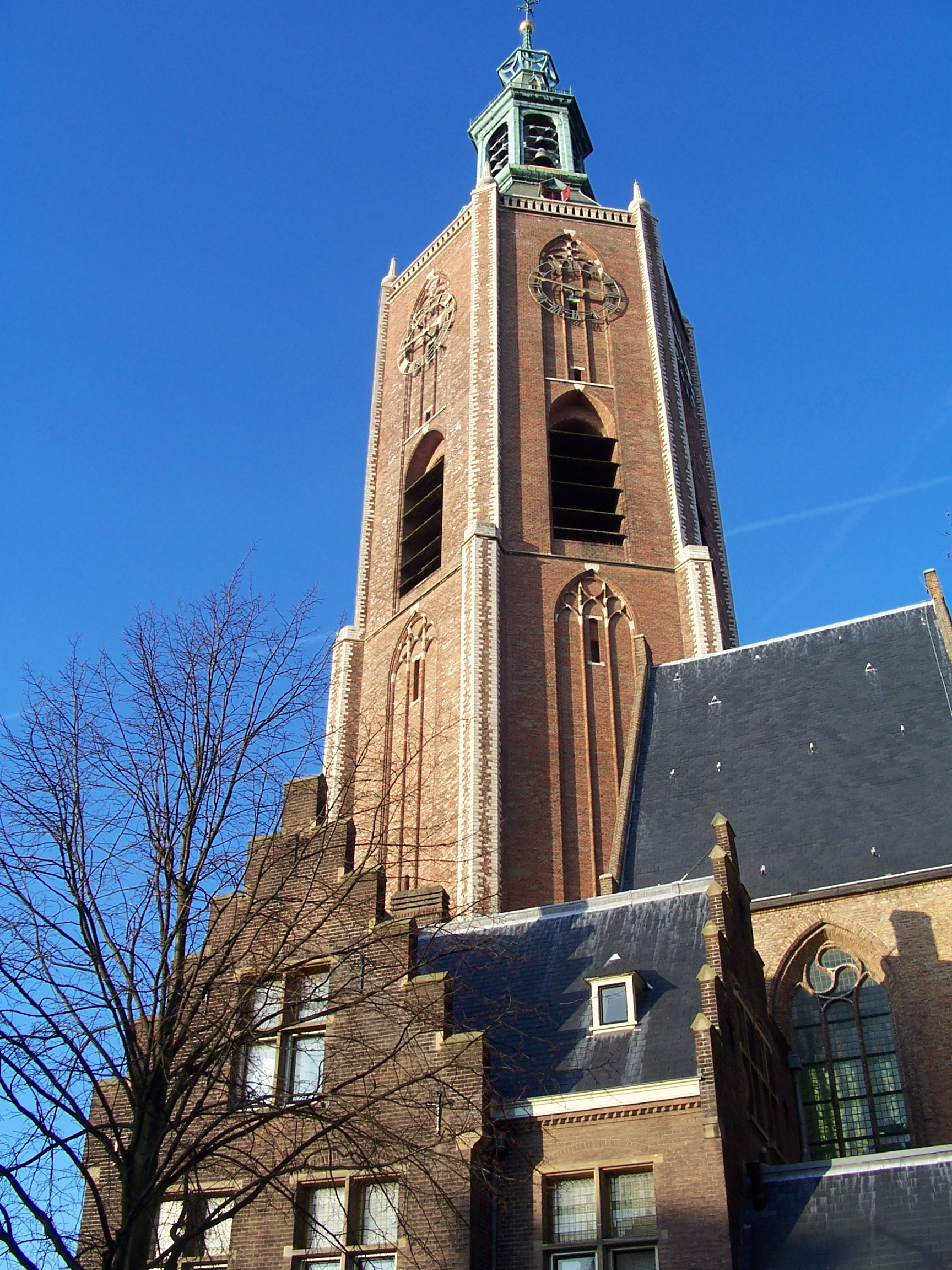
La torre esagonale.

Sul sito ove oggi sorge la Chiesa Grande, nel XIII secolo, già luogo di mercanti e artigiani, vi era una cappella in legno dedicata a San Giacomo Maggiore. La cappella, allora officiata dalla parrocchia di Monster, venne sostituita intorno al 1280 da una chiesa in legno per volere del conte Fiorenzo V d'Olanda. L'Aia venne presto dotata di una parrocchia indipendente, sotto il patrocinio dell'Abbazia di Middelburg.

### La chiesa gotica
Intorno al 1335 si iniziano i lavori per la costruzione di una nuova, più grande chiesa in pietra detta Grote Kercke per soddisfare il numero crescente dei cittadini. Infatti documenti del 1337 lasciano pensare all'esistenza di una chiesa in pietra, mentre altri del 1399 si riferiscono a lavori di costruzione di un edificio in pietra.
Questa chiesa in pietra, gotica, venne terminata fra il 1420 e il 1424. Presentava una pianta a croce latina divisa in tre navate, con transetto, coro e un'alta torre esagonale sulla facciata. Le sue dimensioni erano tali da rendere la chiesa degna di una grande città.
In seguito l'edificio venne fortemente modificato. Tra il 1434 e il 1455 toccò al piedicroce, dove furono abbattuti i pilastri che delimitavano le cinque campate e ne furono eretti degli altri, più possenti e cruciformi, che dividevano lo spazio in tre campate più ampie. Le due navate laterali vennero allargate e alzate al livello della navata centrale, e ogni campata fu dotata di un timpano chiuso da un tetto trasversale. Questa soluzione dotò la chiesa di enormi polifore e coperture lignee a botte; ma fece perdere la pianta a croce, creando l'impressione di aver moltiplicato il transetto, e rese l'edificio una hallenkirche a pianta basilicale. Fu la prima chiesa a sala della Contea d'Olanda, stile che in seguito si diffuse ampiamente fino a diventare una caratteristica delle chiese olandesi.
Verso il 1455 il cavaliere Gerrit Van Assendelft, presidente della Corte d'Olanda, fece erigere sul lato sud della chiesa la sua cappella di famiglia, con volte a crociera e finestre ad arco acuto. A lavori finiti, il 12 maggio del 1456 si tiene nella chiesa una riunione dell'Ordine del Toson d'oro indetta da Filippo il Buono, fondatore dell'ordine, conte d'Olanda e duca di Borgogna. I 34 cavalieri presenti vi lasciarono i loro stemmi appesi alle pareti della chiesa in ricordo dell'evento.
Successivamente si procedette con la ricostruzione del coro, erigendolo molto più alto del piedicroce, e dotandolo di deambulatorio coperto da volte stellari in pietra. Nelle più pure forme brabantine, appare impostato su esili pilastri cilindrici con capitelli decorati da doppio ordine di foglie d'acanto; venne completato nel 1492. In questo periodo vengono aggiunte anche le due cappelle laterali al coro: quella della Vergine, sul lato nord, e quella della Santa Croce, sul lato sud; entrambe coperte da volte lignee. In seguito si aggiunsero altre cappelle nei lati del piedicroce, tanto che nella prima metà del XVI secolo la chiesa ne contava una dozzina.

### L'incendio del 1539
Il 29 dicembre del 1539 un fulmine colpisce la guglia della torre e innesca un incendio di vaste proporzioni che danneggia tutto l'edificio. Le coperture lignee delle volte a botte, le vetrate e la guglia della torre vanno distrutti. Si procedette subito a restaurare l'edificio. Nel 1540 la chiesa ricevette quattordici nuove vetrate istoriate, dono dell'imperatore Carlo V, del vescovo di Utrecht e di altre città alleate. Tuttavia oggi solo due di queste finestre hanno resistito alla prova del tempo: l'Annunciazione del 1541 e la vetrata di Carlo V del 1547. Questi dipinti di altissima qualità vengono attribuiti a Dirck e Wouter Crabeth, autori anche delle mirabile vetrate della Chiesa di San Giovanni a Gouda. Nel 1550 arriva il bel pulpito rinascimentale in rovere realizzato da Colijn de Nole.
Il 20 agosto 1566 scoppia l'Iconoclastia. Molti oggetti di valore vennero precedentemente portati in salvo, ma quasi tutte le cappelle furono abbattute a eccezione delle tre maggiori: quelle ai lati del deambulatorio e quella della famiglia Van Assendelft, che però persero le loro funzioni. 
1574 la Chiesa Grande viene adibita ufficialmente al culto protestante.
La grande chiesa è quella protestante de L'Aia.
Dopo la seconda rivoluzione batava del 1795 tutti gli stemmi nobiliari accumulati durante i secoli, le decorazioni e le tombe vennero rimossi come simboli di nobiltà e quindi non in linea con i principi rivoluzionari di uguaglianza, libertà e fraternità.
La chiesa è stata restaurata più volte nei secoli XIX e XX.

## Torre

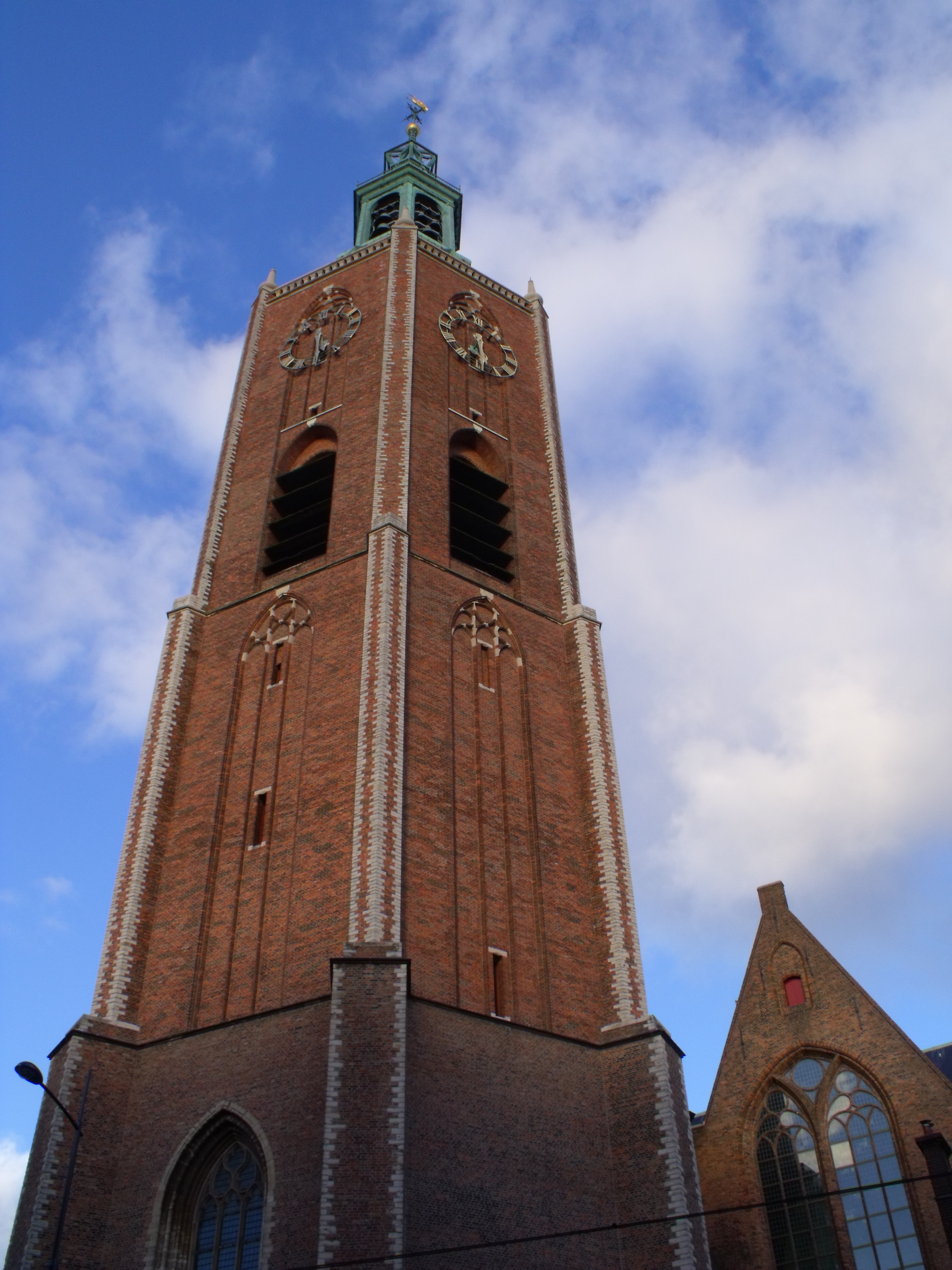

Venne eretta in mattoni fra il 1420 e il 1424 per volere del duca Giovanni di Baviera. Era anche detta Haagse Toren, la "Torre dell'Aia", in quanto aveva anche una funzione civica e di guardia, tanto che era proprietà del Comune. Rappresenta un singolare esempio di campanili nel Paese, per la sua inusuale forma esagonale.
Con l'incendio del 1539 la copertura, l'orologio e le campane andarono distrutte dal fuoco. Nel 1542 venne completata la sua ricostruzione, e la gotica guglia lignea venne sostituita da una rinascimentale. Allo stesso tempo venne ricostituito il carillon che sarà ampliato a poco a poco nei secoli a venire.
Nel 1702 un fulmine colpì di nuovo, senza recare troppi danni. Tuttavia nel 1861, in piena epoca industriale, la lanterna rinascimentale venne sostituita da una cuspide esagonale traforata di stile neogotico. Era l'epoca della sperimentazione di nuovi materiali, e la nuova copertura fu realizzata in ghisa. Ma ben presto iI peso di questa guglia creò delle crepe sulla struttura in mattoni della torre. Nel 1957, si decise di ricostruire la copertura rinascimentale precedente, rispettandone i materiali (legno ricoperto di lastre di rame) e il disegno, anche se di dimensioni leggermente maggiori per accogliervi il carillon ancora incrementato da altre campane. Oggi la torre misura 92,5 metri d'altezza.

## Opere d'arte

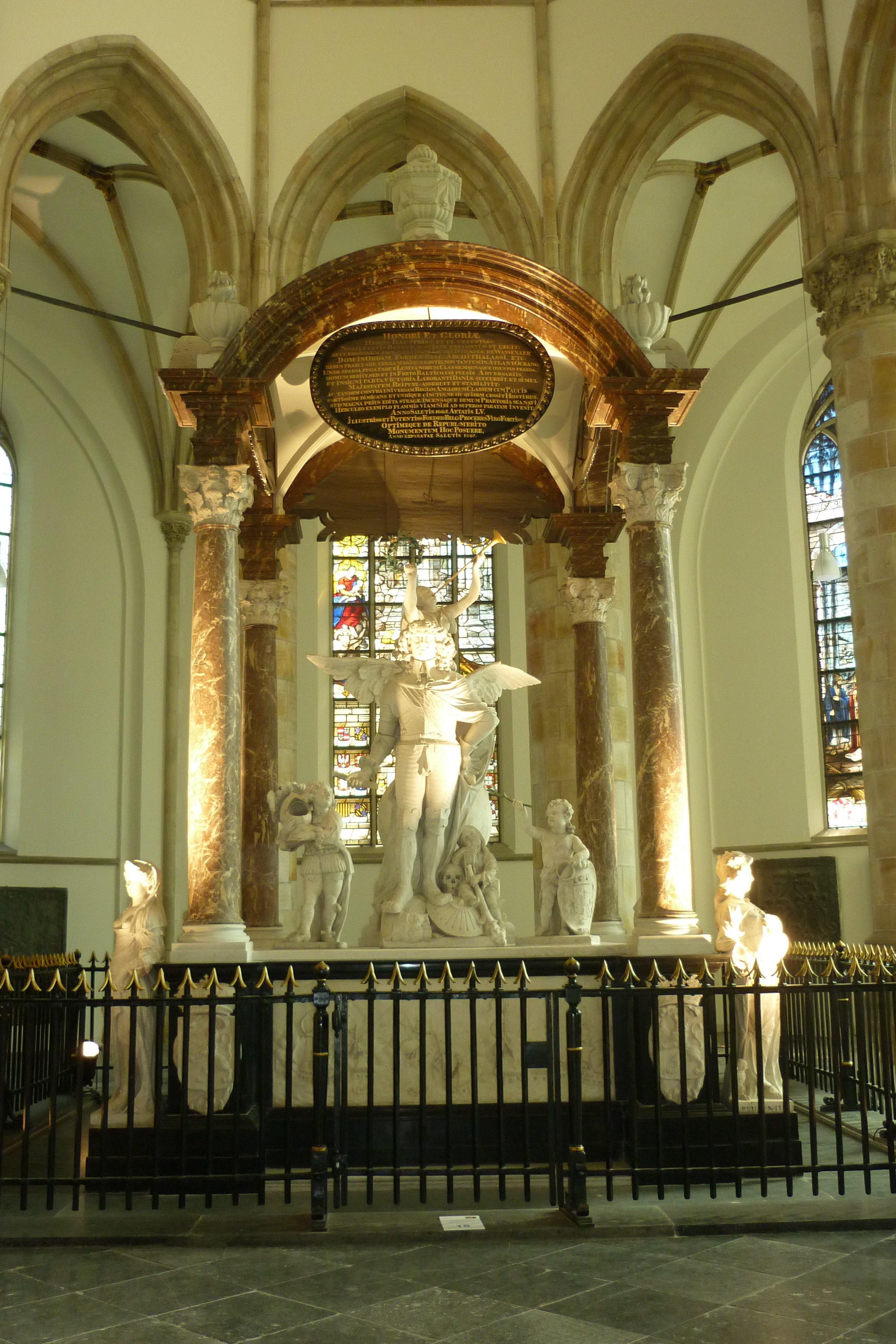
Il Mausoleo dell'ammiraglio Jacob van Wassenaer Obdam.

Nonostante l'incendio e l'iconoclastia la chiesa conserva notevoli opere d'arte:
- Vetrata dell'Annunciazione, del 1541 e vetrata di Carlo V del 1547. Questi dipinti di altissima qualità vengono attribuiti a Dirck e Wouter Crabeth, autori delle mirabile vetrate della Chiesa di San Giovanni a Gouda.
- Vetrata di Jan de Bakker. Sulla prolifera del transetto sud venne posta questa grande vetrata commissionata nel 1925 in memoria di Jan de Bakker, martire della Riforma bruciato all'Aia nel 1525. L'opera è del pittore Max Nauta e venne realizzata dall'impresa Scurire en De Ru di Haarlem. La finestra venne presentata nel 1930.
- Pulpito in legno di rovere con intagli rinascimentali risale al 1550 e fu probabilmente realizzato da Colin de Nole. Ognuno dei cinque lati mostra un pannello intagliato con i quattro Evangelisti e San Giovanni Battista. Ai piedi sono creature femminili con sembianze di Satiri. Il pannello posteriore contro il pilastro, mostra Mosè che tiene le Tavole delle leggi. Il baldacchino mostra, verso il basso, cinque figure frontali di re. Più tarda è la copertura a cupola esagonale nelle forme di un tempio rotondo sormontato da globo dorato. Probabilmente vi si trovava l'immagine di San Giacomo il Maggiore, il patrono della città e della chiesa, che venne rimosso dall'Iconoclastia.
- Mausoleo dell'ammiraglio Jacob van Wassenaer Obdam. Posto nel coro, dove sorgeva l'altare maggiore, venne commissionato dagli Stati Generali in memoria dell'ammiraglio morto nel 1665 nella battaglia di Lowestoft al comando della flotta olandese durante la Seconda guerra anglo-olandese. Il testo sul monumento ricorda le sue imprese: la vittoria nel 1657 sulla flotta portoghese tornando dal Brasile con ricchi bottini, nel 1658 il suo sostegno per la Danimarca e la vittoria sulla flotta svedese; e, infine, "la lotta contro la flotta inglese". Il monumento è opera dello scultore Bartholomeus Eggers di Amsterdam che lo termine nel 1667. È una grande opera barocca con la statua del capitano in piedi, incoronato dalla Fama, sotto un baldacchino marmoreo sorretto quattro colonne corinzie. Accanto alla statua sono putti reggenti armi e trofei. Sul piedistallo sono dei rilievi che ricordano le battaglie dell'ammiraglio, e agli angoli, quattro figure femminili di virtù: Coraggio, Prudenza, Vigilanza e Matrimonio.
- Tomba di Gerrit van Assendelft e sua moglie Beatris Dalem. Capolavoro della scultura olandese del primo Rinascimento rifatta in alabastro dopo l'incendio della chiesa del 1539. È ornato da colonne con capitelli, stemmi, teste di cherubini e fogliami. restaurati negli anni sessanta del XX secolo.
- 34 pannelli lignei dipinti con stemmi e nomi dei cavalieri del Toson d'oro. Vennero lasciati dai cavalieri, come consuetudine, in ricordo della loro riunione svoltasi qui nel 1456. Durante l'incendio nel 1539 molti andarono perduti, ma quasi immediatamente vennero rifatti; oggi sono i soli conservati nei Paesi Bassi, tanto che sono stati recentemente ufficialmente protetti dalla Conservazione dei Beni Culturali.
- Organo da camera. Posto nel coro, è uno strumento manuale di particolare valore storico. Venne costruito alla fine del XVIII secolo da Christian Müller e conserva ancora quasi tutti gli elementi autentici, come tra l'altro, un soffietto originale, tasti d'avorio e pedale in ferro battuto.

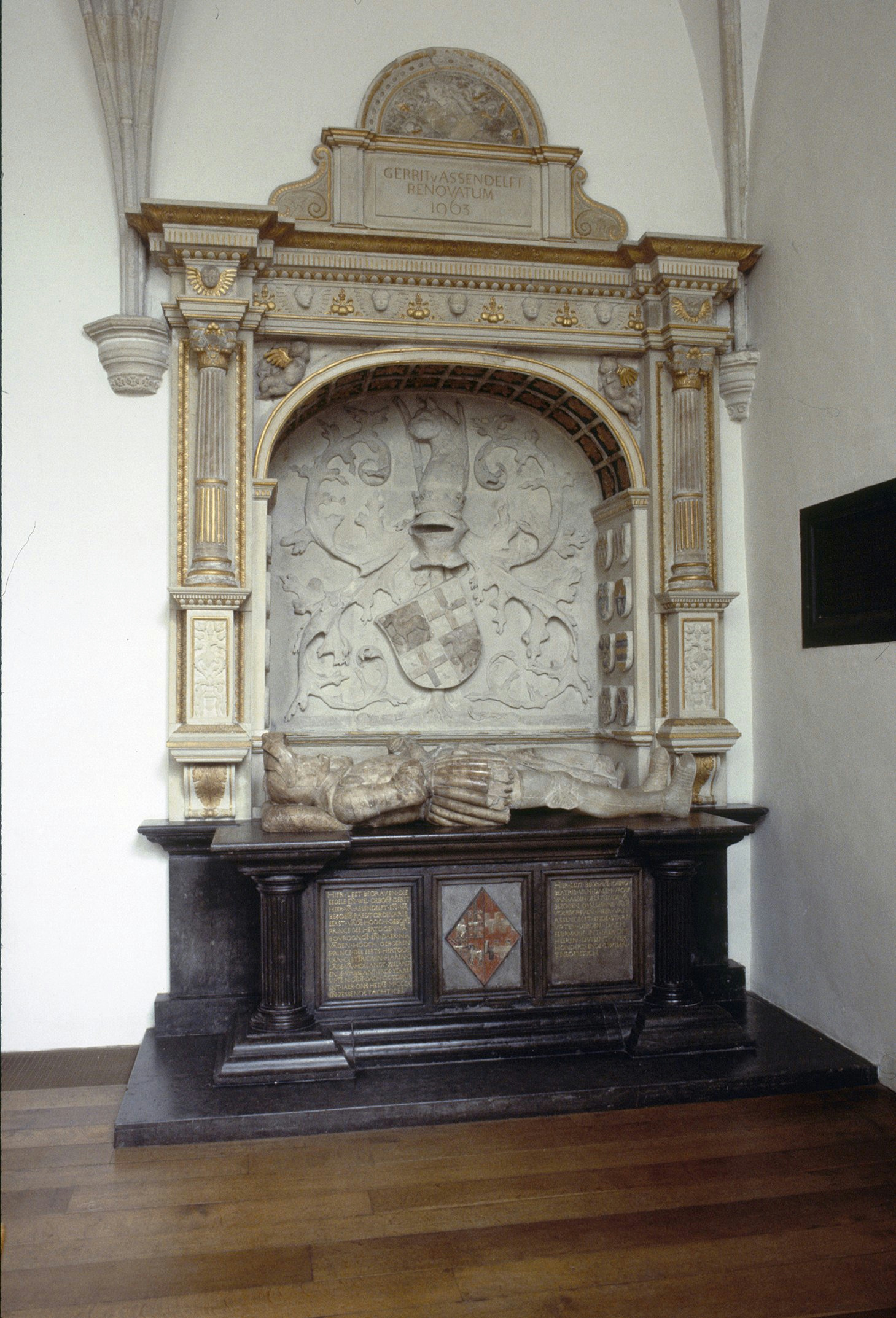
Tomba di Gerrit van Assendelft
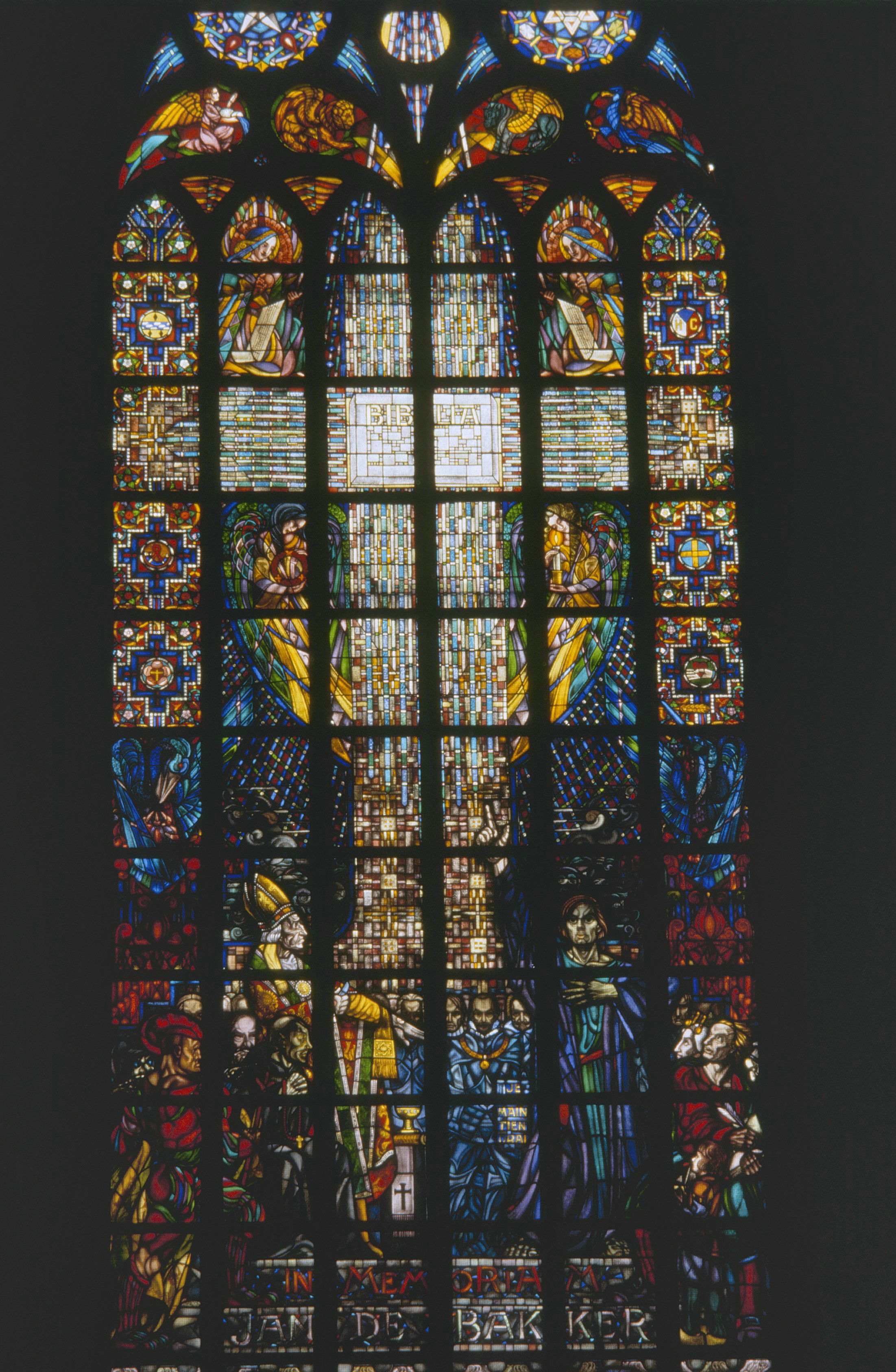
Vetrata di Jan De Bakker, 1925-30
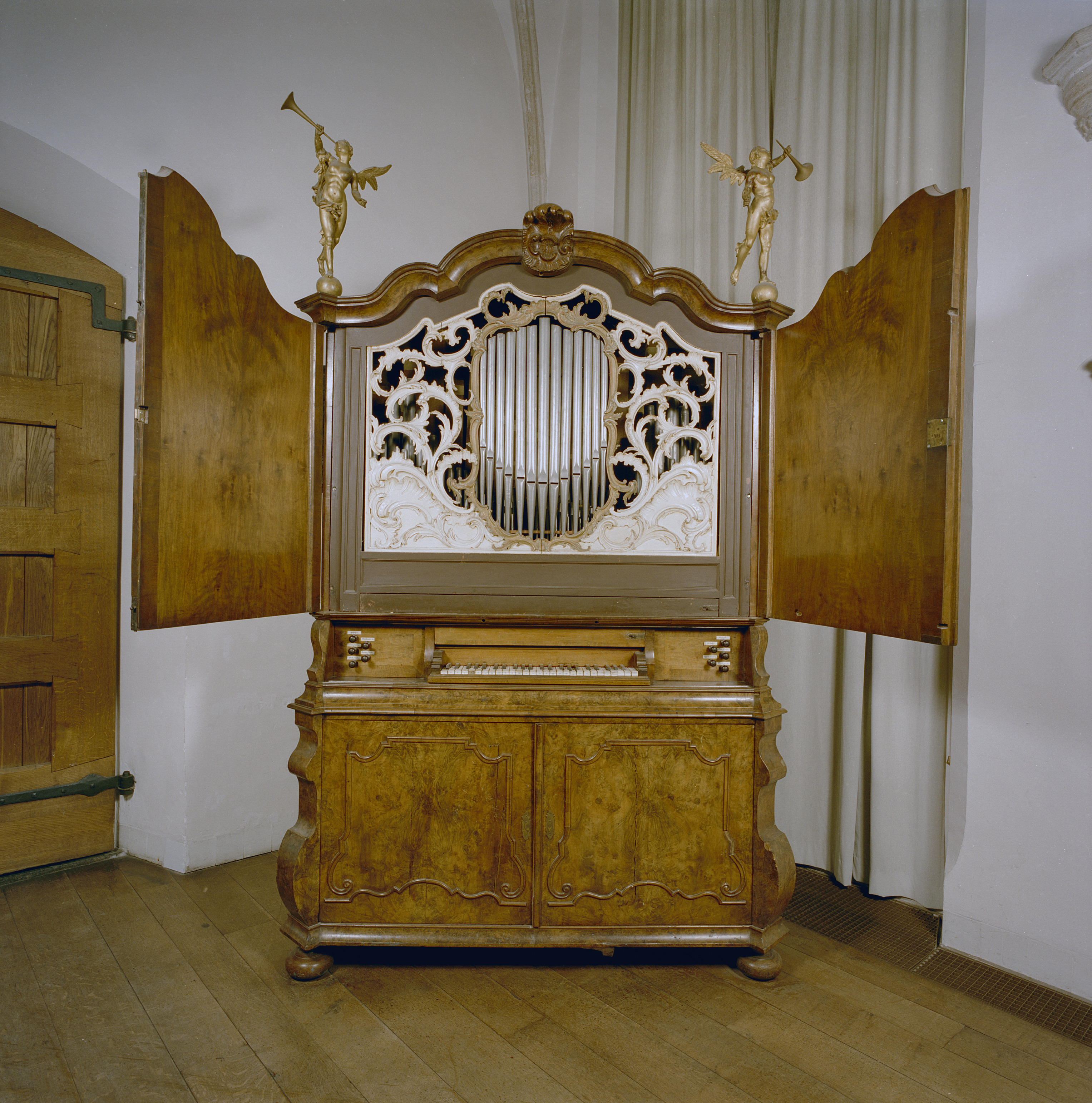
L'Organo da camera